# Back to School (film, 2018)
Pour les articles homonymes, voir Back to School.
Pour plus de détails, voir Fiche technique et Distribution.
Back to School ou Cours du soir au Québec (Night School en VO) est une comédie américaine réalisée par Malcolm D. Lee et sortie en 2018.

## Synopsis
Un groupe de fauteurs de troubles est obligé d'aller à l'école du soir, dans l'espoir de réussir l'examen GED, pour terminer leurs études secondaires.

## Fiche technique
- Titre original : Night School
- Titre français : Back to School
- Titre québécois : Cours du soir
- Réalisation : Malcolm D. Lee
- Scénario : Kevin Hart, Harry Ratchford, Joey Wells,Mat thew Kellard, Nicholas Stoller, John Hamburg et Abraham Mayne
- Photographie : Greg Gardiner
- Montage : Paul Millspaugh
- Musique : David Newman
- Décors : Patrick Cassidy
- Costumes : Sekinah Brown
- Producteur : Kevin Hart, William Packer et James Lopez
  - Producteur associé : Glenda L. Richardson
- Production : Heartbeat Productions, Will Packer Productions, Perfect World Pictures et Universal Pictures
- Distribution : Universal Pictures
- Pays d'origine :  États-Unis
- Genre : Comédie
- Durée : 111 minutes
- Dates de sortie :
  -  Philippines : 26 septembre 2018
  -  Canada,  États-Unis : 28 septembre 2018
  -  France : 5 décembre 2018
  -  Belgique : 19 décembre 2018

## Distribution
- Kevin Hart (VFB : Karim Barras ; VQ : Martin Watier) : Teddy Walker
- Tiffany Haddish (VFB : Célia Torrens ; VQ : Camille Cyr-Desmarais) : Carrie
- Mary Lynn Rajskub (VFB : Marie Van R ; VQ : Julie Burroughs) : Theresa
- Rob Riggle (VFB : Michel Hinderyckx ; VQ : François Trudel) : Mackenzie
- Romany Malco (VFB : Olivier Prémel ; VQ : Paul Sarrasin) : Jaylen
- Al Madrigal (en) (VFB : Maxime van Santfoort) : Luis
- Anne Winters (VFB : Ludivine Deworst ; VQ : Ève Mangin) : Mila
- Fat Joe (VFB : Arnaud Crèvecœur) : Bobby
- Keith David (VFB : Pascal Racan ; VQ : Pierre Chagnon) : Gerald
- Ben Schwartz (VFB : Alessandro Bevilacqua ; VQ : Maël Davan-Soulas) : Marvin
- Megalyn Echikunwoke (VFB : Mélanie Dermont ; VQ : Jessica Léveillée-Lemay) : Lisa

Version française dirigée par Marie Van R au studio Symphonia Films (Belgique), d'après une adaptation des dialogues de François Vidal et Thierry Olieu. Informations prélevées du carton du doublage français.

## Accueil
Aux États-Unis, le film est un succès avec plus de 102 millions de dollars de recettes récoltés.